# 2004 au Brésil
Chronologie du Brésil
- 2000
- 2001
- 2002
- 2003
- 2004
- 2005
- 2006
- 2007
- 2008

Cette page concerne des événements d'actualité qui se sont produits durant l'année 2004 au Brésil.

## Février
- 29 février : Gustavo Kuerten remporte le tournoi de tennis du Brésil.

## Mars
- 26 mars : le cyclone Catarina atteint les côtés brésiliennes. Il s'agit du premier ouragan observé dans l'Atlantique Sud. Il fera 3 morts, 75 blessés et près de 350 millions de dollars américaines de dégâts.

## Juin
- 1er juin : le Brésil assure le commandement de la toute nouvelle Munistah.
- 30 juin : l'Esporte Clube Santo André remporte la Coupe du Brésil de football 2004

## Juillet
- 25 juillet : l'équipe du Brésil de football remporte la Copa América face à l’Argentine.

## Août
- 29 août : le Brésil aura remporté 10 médailles aux Jeux Olympiques d'Athènes, dont 5 en or.

## Octobre
- 24 octobre : Grand Prix automobile du Brésil 2004. Il sera remporté par Juan Pablo Montoya.
- 24 octobre : le Brésil lance sa première fusée dans l'espace et devient une puissance spatiale.

## Décembre
- 19 décembre : le Santos Futebol Clube remporte le championnat du Brésil de football, débuté le 21 avril.